# Gajeong-dong
Gajeong-dong (koreanska: 가정동) är en stadsdel i staden Incheon i Sydkorea, 28 km väster om huvudstaden Seoul. Den ligger i stadsdistriktet Seo-gu.

## Indelning
Administrativt är Gajeong-dong indelat i:
| Namn    | Namn                | Yta km² | Invånare 31 dec 2020 |
| ------- | ------------------- | ------- | -------------------- |
| 가정1동 | Gajeong 1(il)-dong  | 2,45    | 28 679               |
| 가정2동 | Gajeong 2(i)-dong   | 1,29    | 6 684                |
| 가정3동 | Gajeong 3(sam)-dong | 0,57    | 9 888                |